# منتخب ألبانيا لكرة السلة للسيدات
منتخب ألبانيا الوطني لكرة السلة للسيدات  هو ممثل ألبانيا  الرسمي في المنافسات الدولية في كرة السلة للسيدات.